# Débazao
Débazao (ou Dibazao) est une localité du Cameroun située dans la commune de Moutourwa, le département du Mayo-Kani et la Région de l'Extrême-Nord, à 7 km à l'est de Ndoukoula, à proximité de la frontière avec le Tchad.

## Localisation
Débazao est localisé à 10° 14' 32.5" nord de latitude et 14° 04' 53.0" est de longitude.